# 大明三藏法數
《大明三藏法數》，又稱《大明法數》、《三藏法數》，成書於明朝永樂年間，由一如等人於編修永樂北藏期間，奉敕編纂。凡大藏中關於法數之名詞，本書一一輯出，起自「一心」，終於「八萬四千法門」，共計一千五百五十五條。其出於某經某論或某某撰述者，皆注於各條下。遇各宗派之異說，則徵引諸家。民國十二年，黃理齋析出本書之詞條，另出《通檢》一冊。